# Tauberia antarctica
Tauberia antarctica är en ringmaskart som beskrevs av Strelzov 1973. Tauberia antarctica ingår i släktet Tauberia och familjen Paraonidae. Inga underarter finns listade i Catalogue of Life.